# Tricoma cincta
Tricoma cincta is een rondwormensoort uit de familie van de Desmoscolecidae. De wetenschappelijke naam van de soort is voor het eerst geldig gepubliceerd in 1894 door Cobb.